# دهب شیل
دهب شیل (سومالیایی: Dahabshiil) شرکت خدمات مالی اماراتی است، که در سال ۱۹۷۰ تأسیس شد.
پیشینه شرکت Dahabshiil، یک شرکت بومی آفریقایی، در سال 1970 تأسیس شد. این شرکت به عنوان یک سرمایه گذاری جدید حواله راه اندازی شد تا مهاجران را قادر سازد تا برای خانواده و دوستان خود در کشورهای شرق آفریقا پول ارسال کنند. دهابشیل به بزرگترین تجارت انتقال پول آفریقا تبدیل شده است و خدمات ما در 150 کشور در سراسر جهان قابل دسترسی است که 51 مورد آن در آفریقا هستند. این یک تجارت متعهد به ارزش های اصلی خود یعنی اعتماد، قابلیت اطمینان، صداقت و تمرکز بر مشتری باقی می ماند. دهابشیل علاوه بر خدمات رسانی به مشتریان فردی، خدمات انتقال پول و بانکی را به مشاغل و سازمان های بین المللی از جمله سازمان ملل متحد، بانک جهانی، آکسفام و Save the Children ارائه می دهد. آنها برای ارائه خدمات پرداخت به کارکنان، پیمانکاران، مؤسسات دولتی و سازمان های غیردولتی شریک به دهابشیل متکی هستند. سازمان ملل خدمات دهابشیل را «تنها گزینه ایمن و کارآمد برای انتقال وجه به پروژه‌ها» توصیف می‌کند.